# وليد عسيري
وليد محمد عسيري، لاعب كرة قدم سعودي، يلعب في المحور في نادي أبها.